# Leucania mesotrosta
Leucania mesotrosta là một loài bướm đêm trong họ Noctuidae.